# Долина Золотих мумій

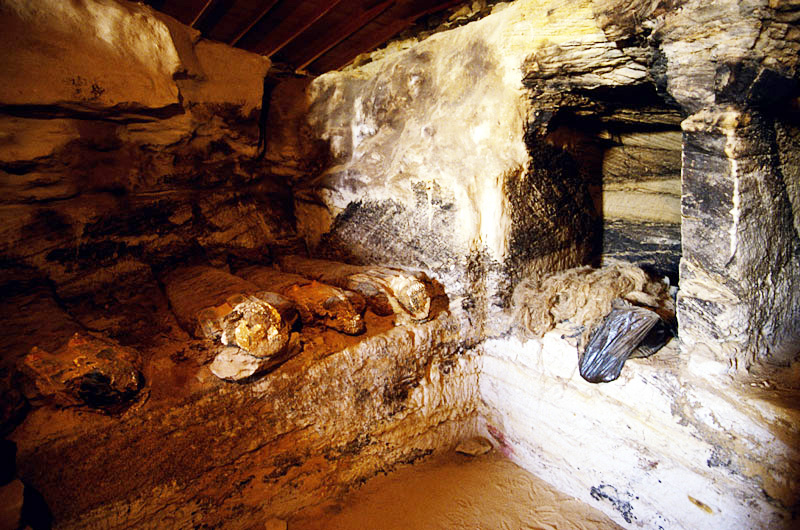
Задня та бокова стінка гробниці Nr. 54, Долина золотих мумій, Ель-Бахрія, Лівійська пустеля, Єгипет.

Долина золотих мумій — це величезне місце поховання в оазі Бахарія в Західній пустелі Єгипту, яке відноситься до греко-римського періоду. Виявлені в 1996 році Захі Хавасом і його єгипетською командою, близько двохсот п'ятдесяти мумій віком приблизно 2000 років були знайдені протягом декількох сезонів. Згодом дослідник  додатково оцінив загальну кількість понад десять тисяч мумій. 

## Огляд

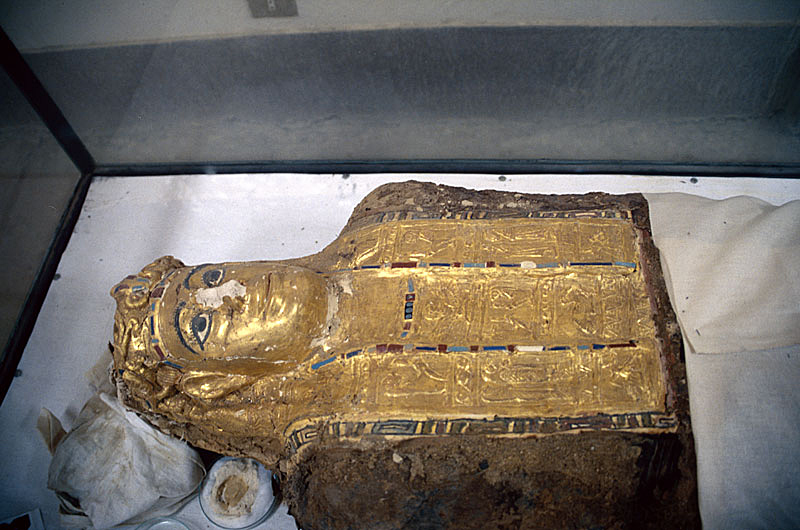
Мумія, знайдена в Долині золотих мумій, зараз у музеї Ель-Бавіті, Ель-Бахрія, Лівійська пустеля, Єгипет.

Багато мумій все ще були в хорошому стані, коли їх виявили Хавасс і його команда. Вони були оформлені в різних стилях. У Багарії було чотири загальні стилі мумій. Перший стиль, який було знайдено приблизно на шістдесяти муміях, має позолочену маску, що закриває обличчя, і позолочений жилет із зображенням різних сцен богів і богинь на грудях. Другий стиль покритий картонажем із зображенням сцен богів, таких як Анубіс, бог муміфікації, та його четверо дітей. Третій стиль не був прикрашений золотом або картонажем, а був поміщений всередину антропоїда, гончарної труни. Четвертий стиль був покритий льоном.
Артефакти були поховані разом з кожною мумією. Деякі приклади включають ювелірні браслети, кераміку з підносів для їжі, винних глеків і монети Птолемеїв. Мумії, знайдені в гробницях в оазі Бахарія в римський період, свідчать про те, що люди в цей період були багатими, тому що вони могли дозволити собі позолоту та картонні зображення красивих сцен. Кожна мумія відрізняється різними стилями та артефактами, що представляють кожну особину. Доктор Захі Гавасс зазначає, що «здавалося б, що майстерні були всюди, а ремісники були однією з основних професій у Багарії  » протягом цього часу. Населення Єгипту в римський період становило близько 7 мільйонів чоловік. Таким чином, доктор Хавасс вважав, що приблизно 30 000 людей населяли Багарію. Виробництво вина з фініків і винограду було основною галуззю в Багарії, яка сприяла багатству її народу.

## Муміфікація
Муміфікація в цей період досягла піку. Доктор Хавасс стверджує, що «важливий момент щодо муміфікації полягає в тому, що вони почали класти палиці з очерету праворуч і ліворуч від мумії, щоб накрити мумію білизною. Цей метод зробив мумію дуже стабільною і може прослужити довше, ніж мумії фараонів». Підготовка мумій почалася в майстерні під назвою «Wabt». Бог Анубіс повинен був спостерігати за всім процесом. Відповідно до єгипетських релігійних вірувань, серця померлих клали на терези. Перо богині істини «Маат» було поміщено на інший бік шальки, протилежний серцю. Якби перо і серце не врівноважували одне одного на терезах, то була б величезна тварина, яка чекала, щоб з’їсти померлого. Якби терези були врівноваженими, бог Гор відвів би померлого на зустріч з богом Осірісом і богинею Ісідою. Ті, хто помер, насолоджуватимуться життям у землі або райському полі єгиптян.